# Predacony
Predacony (ang. Predacons) to frakcja Transformerów w Beast Wars i Transformers: Robots in Disguise (2001).

## Beast Wars
Predacony są wrogami Maximali. Na Cybertronie włada nimi Rada Tripredacusa – Cicadacon, Ram Horn i Sea Clamp. Pewnego dnia Predacoński złoczyńca Megatron kradnie Złoty Dysk i jest goniony przez Maximali, pod wodzą Optimusa Primala. W wyniku uszkodzeń oba statki rozbijają się na Ziemi i bohaterowie przyjmują formy zwierząt. W przypadku Predaconów są to głównie gady, płazy i bezkręgowce. Na krótko po katastrofie statku, Dinobot zdradza Predacony i dołącza do Maximali.
Predaconom udaje się przeprogramować dwie Maximalskie protoformy. Są to Blackarachnia i Inferno.
Pod koniec pierwszego sezonu Predacon Inferno zdobywa dla Megatrona kolejny Złoty Dysk, z którego Megatron dowiaduje się, że niedługo rasa kosmitów Vok zniszczy Ziemię. Dzięki poświęceniu Primala to się im nie udaje, za to zostaje wyzwolona fala kwantowa, która zmienia Megatrona i Tarantulasa w nowe, Transmetaliczne formy. Niestety, w wyniku fali, Predacony Scorponok i Terrorsaur wpadają do lawy i giną.
Niedługo potem Megatron odnajduje dwóch Transformerów, którzy wyszli z protoform, które spadły na Ziemię w wyniku fali kwantowej. Pokazuje im, jak mogą się transformować i rekrutuje do Predaconów. Niestety, jeden z nich, Silverbolt, czuje, że nie pasuje do Predaconów i dołącza do Maximali. Quickstrike zostaje z Predaconami.
Na Ziemię spada protoforma z wielkim, niebieskim X. Wychodzi z niej Rampage, wynik eksperymentów z nieśmiertelną iskrą Starscreama. Megatron więzi część jego iskry w Inferno, dzięki czemu Rampage dołącza do Predaconów.
Blackarachnia, gdy dowiaduje się, co Megatron chciał jej zrobić, dołącza do Maximali.
Pod koniec drugiego sezonu Rada Tripredacusa wysyła swojego agenta, Ravage'a, żeby złapał Megatrona. Niestety, Megatron opowiada mu o potędze Złotych Dysków, dzięki czemu Ravage do niego dołącza. Megatronowi udaje się także mocno uszkodzić Optimusa Prime'a.
Potem Megatron, używając urządzenia Transmetalizującego, tworzy złego klona Dinobota, w technologii Transmetal 2. 
Megatron, chcąc powtórzyć efekt, który zrobiła iskra Optimusa Prime'a na Optimusie Primalu, łączy swoją iskrę z iskrą G1 Megatrona, co zmienia go w ogromnego smoka.
Po zniszczeniu "Darkside" przez Tigerhawka, Waspinator, Inferno i Quickstrike wyruszają w poszukiwaniu nowej "kolonii". Gdy znajdują się w jaskini zamieszkanej przez praludzi, Waspinator odchodzi na chwilę. Wtedy budzi się G1 Megatron i strzela w stronę ludzi. Niefortunnie, Inferno i Quickstrike zostają zniszczeni.
Megatron przeszukuje jaskinię Tarantulasa i znajduje wrak "Nemesis", statku Decepticonów. Chcąc opuścić w nim planetę, przeszkadzają mu Maximale. Iskra G1 Megatrona wraca do właściciela i ciągłość uniwersum zostaje zachowana.

### Członkowie
- Megatron
- Scorponok
- Tarantulas
- Terrorsaur
- Waspinator
- Blackarachnia
- Inferno
- Quickstrike
- Rampage
- Ravage
- Dinobot II

## Transfomers: Robots in Disguise (2001)
Predacony to wrogowie Autobotów. Ich przywódcą jest Megatron/Galvatron.

### Członkowie
- Megatron/Galvatron
- Sky Byte
- Darkscream
- Gas Skunk
- Slapper